# Макарычев, Алексей Алексеевич
Алексей Алексеевич Макарычев (род. 1941) — советский военный строитель, один из создателей ракетно-космического комплекса СССР, Герой Социалистического Труда (30.12.1990). Генерал-лейтенант (12.06.1993). 

## Биография
Алексей Алексеевич Макарычев родился 21 июня 1941 года. 
В 1963 году он окончил факультет промышленного и гражданского строительства Московского инженерно-строительного института, после чего был призван на службу в Советскую Армию. Начинал службу в качестве мастера строительного участка Военно-строительного управления Северного флота ВМФ СССР. Позднее был главным инженером, начальником «Северовоенморстроя». Макарычев участвовал в строительстве важнейших объектов оборонного значения, был одним из руководителей стройки крупной радиолокационной станции раннего предупреждения о ракетном нападении, на которой работал более шести тысяч человек, базы для атомных подводных лодок в пункте Гремиха. .
В 1986 году Макарычев был переведён в город Ленинск (ныне — Байконур) Казахской ССР на должность начальника Главного специального военно-строительного управления Министерства обороны СССР — крупнейшей организации, в которой работало и служило около восьмидесяти тысяч человек. За время его руководства этим управлением были построены водовод длиной в 153 километров, хорошие дороги, линии электропередач и связи, вахтовый посёлок, 15 скважин. Макарычев активно участвовал в подготовке к запуску ракеты-носителя «Энергия» и космического корабля многоразового использования «Буран».
Указом Президента СССР от 30 декабря 1990 года за «большие заслуги в создании и проведении испытаний многоразовой ракетно-космической системы „Энергия — Буран“» генерал-майор Алексей Алексеевич Макарычев был удостоен высокого звания Героя Социалистического Труда с вручением ордена Ленина и медали «Серп и Молот».
С 1990 года Макарычев служил в Москве, занимал должность начальника Главного военно-строительного управления Центра Министерства обороны СССР, а с 1992 года был заместителем начальника строительства и расквартирования войск Министерства обороны Российской Федерации. В 1993 году в звании генерал-лейтенанта он вышел в отставку. 
В настоящее время проживает в Москве, несколько лет был генеральным директором строительной фирмы «ТВТ-Стройинвест», ныне работает техническим директором архитектурного бюро, занимается общественной деятельностью.
Заслуженный строитель РСФСР. Был также награждён орденами Трудового Красного Знамени и Красной Звезды, рядом медалей.
Лауреат премии Совета министров СССР. Почётный строитель Байконура.